# Holocen
Holocen je interglacijalno (međuledeno) razdoblje u kojemu i sada živimo, a započelo je naglim zatopljenjem oko 9500 godina pr. Kr. To je zapravo današnji, post-pleistocenski geološki period kvartara, uključuje posljednjih 10 000 godina.  Ime holocen izvedeno je od grčke riječi ὅλος (holos, cijeli, potpuni) i καινός (kainos, novi), u značenju "potpuno novi"
Zbog otapanja leda, razina mora je između 10. i 6. tisućljeća pr. Kr. porasla za oko 100 metara. To je dovelo do poplavljivanja obalnih područja i riječnih ušća. Došlo je do spajanja Sredozemnog i Crnog mora u golemoj poplavi, u kojoj je voda nadirala prema kopnu brzinom od oko kilometar i pol dnevno. U holocenu je nastalo Baltičko more, spajanjem Sjevernog ledenog mora s golemim ledenjačkim jezerom. 
Za vrijeme ledenog doba, europska područja sjeverno od sredozemlja bila su prekrivena tundrom, stepom ili crnogoričnom šumom. U prva dva tisućljeća holocena dominantna vegetacija ovih područja postala je mješovita bjelogorična šuma, a s promjenama vegetacije promijenio se i životinjski svijet. 
Najtoplije razdoblje holocena u Europi bilo je između 10000 i 6000 g. u prošlosti (holocenski termalni optimum). Nakon toga uslijedilo je dugotrajno razdoblje sve većeg zahlađenja. Tako je temperatura za vrijeme kasnog 3. i 2. tisućljeća pr. Kr. bila za 2-3 stupnja Celzija niža nego što je danas. 

## Klimatska razdoblja
U holocenu razlikujemo 5 klimatskih razdoblja: 
- preborealno i borealno razdoblje (prije 11500 do prije 9000 g.) - razdoblje na prijelazu iz ledenog doba, nakon kojeg je uslijedilo toplo i suho razdoblje, kad su ljeta bila toplija, a zime hladnije nego danas;
- atlantsko razdoblje (prije 9000 do prije 6000 g.): razdoblje tople i vlažne klime;
- sub-borealno razdoblje (prije 6000 do prije 2500 g.): razdoblje tople i suhe klime;
- subatlantsko razdoblje (od prije 2500 g. do danas): hladno i vlažno razdoblje.

Holocen je razdoblje u kojem je stabilizacija klime omogućila razvoj ljudske civilizacije. Početak holocena poklapa se s prijelazom paleolitika u mezolitik. 

## Poveznice
- Geološka razdoblja